# 리오베르데 (칠레)
리오베르데(스페인어: Río Verde)는 칠레 마가야네스 이 안타르티카칠레나 주 마가야네스 현의 코무나이다.